# Johann Joseph Scherer
Pour les articles homonymes, voir Johann Scherer et Scherer.
Johann Joseph Scherer (18 mars 1814 - 17 février 1869) est un médecin et chimiste allemand. 

## Biographie
Né à Aschaffenbourg, il est diplômé en 1836 de l'Université de Wurtzbourg, où il étudie la médecine, la chimie, la géologie et la minéralogie. De 1836 à 1838, il exerce la médecine à Wipfeld, puis s'installe à l'Université de Munich, où il reprend ses études de chimie.
En 1840, il travaille dans le laboratoire de Justus von Liebig (1803-1873) à Giessen, retournant à Wurtzbourg en 1842 comme professeur de chimie organique. Au cours de sa carrière à Würzbourg, il occupe le poste de professeur dans les départements de chimie générale, inorganique et pharmacologique, atteignant également la direction de l'Institut médical de chimie et d'hygiène.
Scherer est un pionnier de la chimie clinique et traite des problèmes dans le domaine de la médecine. Il contribue à l'étude de l'urine et du sang dans des conditions pathologiques et, en 1843 et 1851, démontre la présence d'acide lactique dans le sang humain dans des conditions comme le choc hémorragique et septique. Il est également crédité des découvertes de l'inositol et du dérivé de purine connu sous le nom d'hypoxanthine.
À partir de 1852, avec Rudolf Virchow (1821-1902) et Gottfried Eisenmann (1795-1867), il est coéditeur des rapports annuels de Karl Friedrich Canstatt, Jahresbericht über die Leistungen und Fortschritte der gesammten Medicin . L'une de ses publications les plus connues est le livre de 1843 Chemische und Mikroskopische Untersuchungen zur Pathologie angestellt an den Kliniken des Julius-Hospitales zu Würzburg (Enquêtes chimiques et microscopiques sur la pathologie effectuées à la clinique hospitalière Julius de Würzburg).